# Егорова, Ольга Михайловна
Ольга Михайловна Егорова (24 июля 1922 — 7 февраля 2000) — советский диктор Новосибирского радиокомитета (1952—1984), актриса театра.

## Биография
Родилась 24 июля 1922 года в Чите. Училась в Арзамасской редакции радиовещания, где получила профессию диктора.
С 1939 по 1952 год жила главным образом во Фрунзе и работала в Киргизском комитете радиовещания (диктор, заведующая бюро объявлений и информации, редактор-инструктор вещания).
До Великой Отечественной войны — актриса разговорного жанра на сцене государственной эстрады Киргизской ССР. В 1945 году работала в одном из ростовских театров, но в следующем году перевелась в Киргизскую государственную филармонию.
В 1952 году переехала в Новосибирск и была принята в местный радиокомитет. Во многом благодаря своему театральному опыту завоевала здесь репутацию одного из наиболее квалифицированных дикторов. Выразительный голос в сочетании с хорошим знанием материала помогали ей в работе над передачами самого разного жанра, часть из которых она готовила лично. Егорова в равной мере справлялась как с чтением стихов, очерков, рассказов, так и с образовательными передачами, конферансами, общественно-политическими беседами, ведением «Последних известий». С особой теплотой аудитория встретила её пояснительный комментарий к опере Чайковского «Евгений Онегин», высоко оценила детские передачи и радиокомпозиции. В итоге через восемь лет профессиональной работы в Новосибирске Егорова добилась звания диктора высшей категории (первую категорию получила ещё в 1951 году при Киргизском радиокомитете).
В октябре 1984 года вышла на пенсию.
Умерла 7 февраля 2000 года. Похоронена на Заельцовском кладбище (квартал 71н).